# Гудрьод Мисливець
Гудрьод Мисливець або Гудрьод Король Полювання (давньоскан. Guðrǫðr veiðikonungr), також відомий як Гудрьод Чудовий (давньоскан. Guðrǫðr enn gǫfugláti) — напівлегендарний конунг Вестфоллу з роду Інглінгів.

## Родовід
- Ейстейн Гальвданссон, конунг Вестфоллу і Румеріке
  -  Гальвдан Щедрий на Золото, але Скнарий на Їжу, конунг Вестфоллу і Румеріке
    -  Гудрьод Мисливець, конунг Вестфоллу
      -  Гальвдан Чорний, конунг Вестфоллу (спільно з братом) і Агдеру
        -  Гаральд Прекрасноволосий, король Норвегії

      -  Олав Ґейрстад-Альв, конунг Вестфоллу (спільно з братом)
        -  Раґнвальд Шанований
- Гудрьод, конунг Гедмарку

## Життєпис
Практично всі відомості, що стосуються Олава, записані ісландським скальдом Сноррі Стурлусоном в першій сазі «Кола Земного» — в «Сазі про Інглінгів».
Гудрьод мав дружину Альвгільд, дочку Гандальва Альвгейрсона, конунга Альвгейма. Як посаг, отримав частину Вінгулмарка. Від першого шлюбу Гудрьод мав сина Олава Гудрьодсона. Після смерті конунга Гандальв взяв посаг назад, за який потім бився другий син.
Коли Альвгільд померла, Гудрьод забажав взяти шлюб вдруге і послав сватів до Агдеру до конунга Гаральда Рудобородого, маючи намір одружитися з його дочкою Асі Гаральдсдоттір. Гаральд відмовив, через що Гудрьод вирішив взяти Асу силою.
Для викрадення він зібрав кораблі, щоб відкрито напасти на Гаральда. Гудрьод висадився на берег в Агдері і по суші несподівано вночі вторгся до маєтку правителя, але оборонці встигли виставити армію. В битві полягли конунг Гаральд і його син Гюрд, сам же Гудрьод захопив чимало здобичі включно з Асою. Вона невдовзі народила йому сина Гальвдана.
Але подібне одруження коштувало життя самому Гудрьоду. В пору жнив, осінь, коли Гальвдану виповнився рік, а старшому сину було двадцять, Гудрьод пішов на бенкет у Стілвусунд. В ту годину він був дуже п'яний і ввечері, коли вже темнішало, він хотів зійти з власного корабля, на якому прибув. Але не встиг він ступити на землю, його грудь простромив списом невідомий чоловік, якого одразу по тому вбили. Його впізнали лише вранці — це був кравець, слуга Аси. Вона не заперечувала, що це було зроблено за її вказівкою.

### Гіпотези
Було декілька спроб помістити Гудрьода у більш конкретний історичний контекст. Історики, які цим займалися, прийшли до зовсім інших результатів. Експерименти проливають світло на те, якою легендарною постаттю був Гудрьод. Послідовність Gudrød–Olav зустрічається не лише в норвезьких джерелах, але також — як Godfraidh–Amhlaeibh — у генеалогії норвезьких правителів-вікінгів у Дубліні (давньоскан. Dyflin).
Кажуть, що Амлайб поїхав до Норвегії в 871 році, щоб допомогти своєму батькові Гутфріду, чиє королівство опинилося під загрозою знищення. Деякі історики хотіли прирівняти Gudrød зі скандинавської традиції до ірландського Godfraidh. Як історичне ототожнення — зокрема в плані зв'язку джерел — це стикається з серйозним хронологічним розривом. Гудрьод не міг вже бути норвезьким королем у той час, коли це мало б бути діло аж його онука Гаральда. Тому це ототожнення було відхилено.